# آزادی مذهب در آفریقای جنوبی

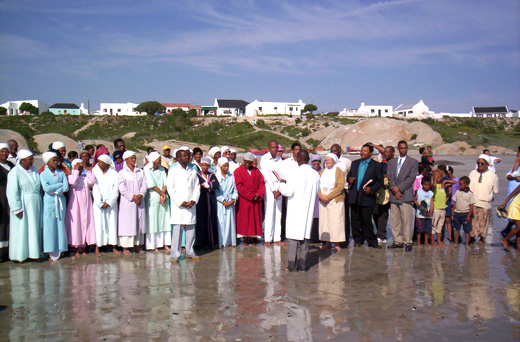
مسیحیان در حال غسل تعمید در ساحل پاترونستر، آفریقای جنوبی ۱۰ آوریل ۲۰۰۷

آزادی مذهب در آفریقای جنوبی (انگلیسی: Freedom of religion in South Africa) در قانون اساسی نهادینه شده‌است.

## قانون اساسی
قانون اساسی آفریقای جنوبی حق آزادی مذهب را تضمین می‌کند.
فصل ۲ قانون اساسی آفریقای جنوبی که به عنوان لایحه حقوق شناخته می‌شود، شامل موادی در رابطه با آزادی مذهبی است. بخش ۹، عبارت تبعیض غیرمنصفانه را در زمینه‌های مختلف از جمله مذهب ممنوع کرده‌است و خواهان اجرای قوانین ملی است، تا از تبعیض ناعادلانه جلوگیری کند یا آن را ممنوع نماید. بخش ۱۵ بیان می‌دارد که هر کس حق آزادی وجدان، دین، فکر، اعتقاد و عقیده را دارد. این بخش همچنین به دولت و موسسات دولتی اجازه می‌دهد مراسم مذهبی را اجرا کنند به شرط اینکه از قانون عمومی پیروی کنند، با رعایت مساوات اجرا شود و حضور افراد در آنها آزاد و داوطلبانه باشد و همچنین به رسمیت شناختن سیستم‌های حقوقی مذهبی و ازدواج‌هایی که متناقض با قانون اساسی نباشد را منظور می‌دارد. بخش ۳۱ از حقوق افراد متعلق به یک گروه مذهبی برای انجام مراسم مذهبی جمعی‌شان و همچنین تشکیل، پیوستن و حفظ انجمن‌های داوطلبانه مذهبی حفاظت می‌کند.
مواد مختلف دیگری در قانون اساسی در رابطه با مذهب و آزادی مذهبی وجود دارد. بخش‌های ۱۸۵ و ۱۸۶ قانون اساسی کمیسیونی را در نظر گرفته تا در ارتقاء و حمایت از حقوق جوامع فرهنگی، مذهبی و زبانی اقدام کند. علاوه بر این، حقوق بشر از جمله حق کرامت انسانی، حق آزادی بیان و حق آزادی اجتماعات به‌طور غیرمستقیم به حمایت از آزادی مذهبی مربوط می‌شوند. حق آزادی بیان شامل ایراد سخنان مروج نفرت در زمینه‌های مختلف از جمله مذهب نمی‌گردد.

## سخنان معاون قوه قضاییه
آزادی مذهب در قانون اساسی مطلق نیست، معاون قوه قضاییه آفریقای جنوبی در سخنرانی اصلی خود در مراسم تأیید علنی منشور حقوق و آزادی‌های مذهبی آفریقای جنوبی در روز ۲۱ ماه اکتبر سال ۲۰۱۰ در ژوهانسبورگ، اعلام کرد:
«عمده مقررات این منشور ممکن است بحث‌انگیز بنظر نرسد با این وصف بعنوان یک قاضی عضو دادگاه قانون اساسی با مواردی مواجه می‌شوم که وظیفه‌ام ایجاب می‌کند با در نظر گرفتن تغییرات یا تأثیراتی که اجرای رسمی یک یا چند ماده قانونی ایجاد می‌کند یا در مواجهه با یک بحث قابل توجیه در رابطه با اجرای آن مواد، پیشنهادهایی از منظر حقوقی ارائه کنم؛ بنابراین خودم را موظف می‌دانم که آمادگی پذیرش ذهنی در رابطه با صحت و مطابقت با قانون اساسی این مقررات را داشته باشم. هر حقی که در لایحه حقوقی تضمین شده باشد، ممکن است توسط یک قانون عمومی محدود شود؛ بنابراین حق آزادی مذهب مطلق نیست. محدوده آن ممکن است توسط حقوق دیگر یا یک قانون که یک هدف مشروع دولتی را دنبال می‌کند، محدود شود.
ما یک دولت سکولار را انتخاب کردیم که از بی‌طرفی مطلق نسبت به تمایلات مذهبی بهره‌مند است. این وظیفه به این حقیقت امتداد پیدا می‌کند که در هنگام انجام وظیفه نباید به هیچ دینی اعتقاد داشت یا آنرا رعایت کرد.
در جایی که حقوق مذهبی با سایر تضمین‌های قانون اساسی یا یک هدف مشروع دولت در تضاد باشد، باید درگیری‌ها را با دقت سبک‌سنگین کرد، و باید توجه داشت که دموکراسی مبتنی بر قانون اساسی ما برترین ارزش است و هیچ سلسله مراتبی در مورد حقوق وجود ندارد. همه افراد در هر سلسله مراتبی با هم مساوی هستند. ما همگی حق داریم متفاوت باشیم.»